# Filmjahr 1925
Liste der Filmjahre

◄◄ | ◄ | 1921 | 1922 | 1923 | 1924 | Filmjahr 1925 | 1926 | 1927 | 1928 | 1929 | ► | ►►

Weitere Ereignisse

## Ereignisse

### Parufamet
Die deutsche Universum Film AG (Ufa), die durch kaufmännische Fehler und überteuerte Prestigeproduktionen in eine schwere Finanzkrise geraten ist, schließt am 19. Dezember mit den US-amerikanischen Unternehmen Paramount und Metro-Goldwyn-Mayer (MGM) am eine Hypothek auf das Ufa-Hauptquartier am Potsdamer Platz über 4 Millionen US-Dollar (knapp 17 Millionen Reichsmark) ab. Als Gegenleistung muss sie der Gründung eines gemeinsamen Verleihs, der Parufamet, zustimmen. Der erste Parufamet-Vertrag sieht vor, dass jährlich 50 Filme der amerikanischen Partner in Deutschland in den rund 300 Ufa-Kinos gezeigt werden müssen. Für die Kinoauswertung eigener Filme bleibt der Ufa dadurch nicht mehr viel Raum. Umgekehrt sollen die US-amerikanischen Partner jährlich je zehn der besten Ufa-Produktionen in ihren Verleih aufnehmen, um sie in den USA spielen zu lassen. Sie behalten sich jedoch das Recht vor, auch Filme abzulehnen, und tatsächlich gelangen nur sehr wenige deutsche Filme in US-Kinos.

### Westeuropa
- 6. April: Mit der Vorführung des Abenteuerfilms The Lost World an Bord einer Handley Page W.8b der Imperial Airways während des Flugs vom Croydon Airport bei London nach Paris wird erstmals ein Kinofilm an Bord eines Linienfluges gezeigt.
- 28. Mai: Im Berliner Tauentzienpalast wird der experimentelle Dokumentarfilm Die Stadt der Millionen – Ein Lebensbild Berlins von Adolf Trotz uraufgeführt. Der Film ist das erste abendfüllende Stadtporträt Berlins.
- 17. September: Die erste Wochenschau der Ufa wird gezeigt.
- 25. September: Der Ufa-Palast am Zoo in Berlin wird nach einem Umbau als größtes Kino in Deutschland wiedereröffnet. Am 16. November wird hier der Spielfilm Varieté von Ewald André Dupont mit Emil Jannings uraufgeführt.
- 26. Oktober: Das britisch-deutsche Filmdrama Die Prinzessin und der Geiger/The Blackguard von Graham Cutts mit Jane Novak in der Hauptrolle hat seine Uraufführung. Von filmhistorischer Bedeutung ist der Film vor allem wegen der Mitarbeit von Alfred Hitchcock in verschiedenen Funktionen vor seiner eigenen Regisseurskarriere.
- Am 23. November hat mit The Prude's Fall ein weiterer Film Premiere, an dem Cutts mit Hitchcock zusammenarbeitet.

### Vereinigte Staaten

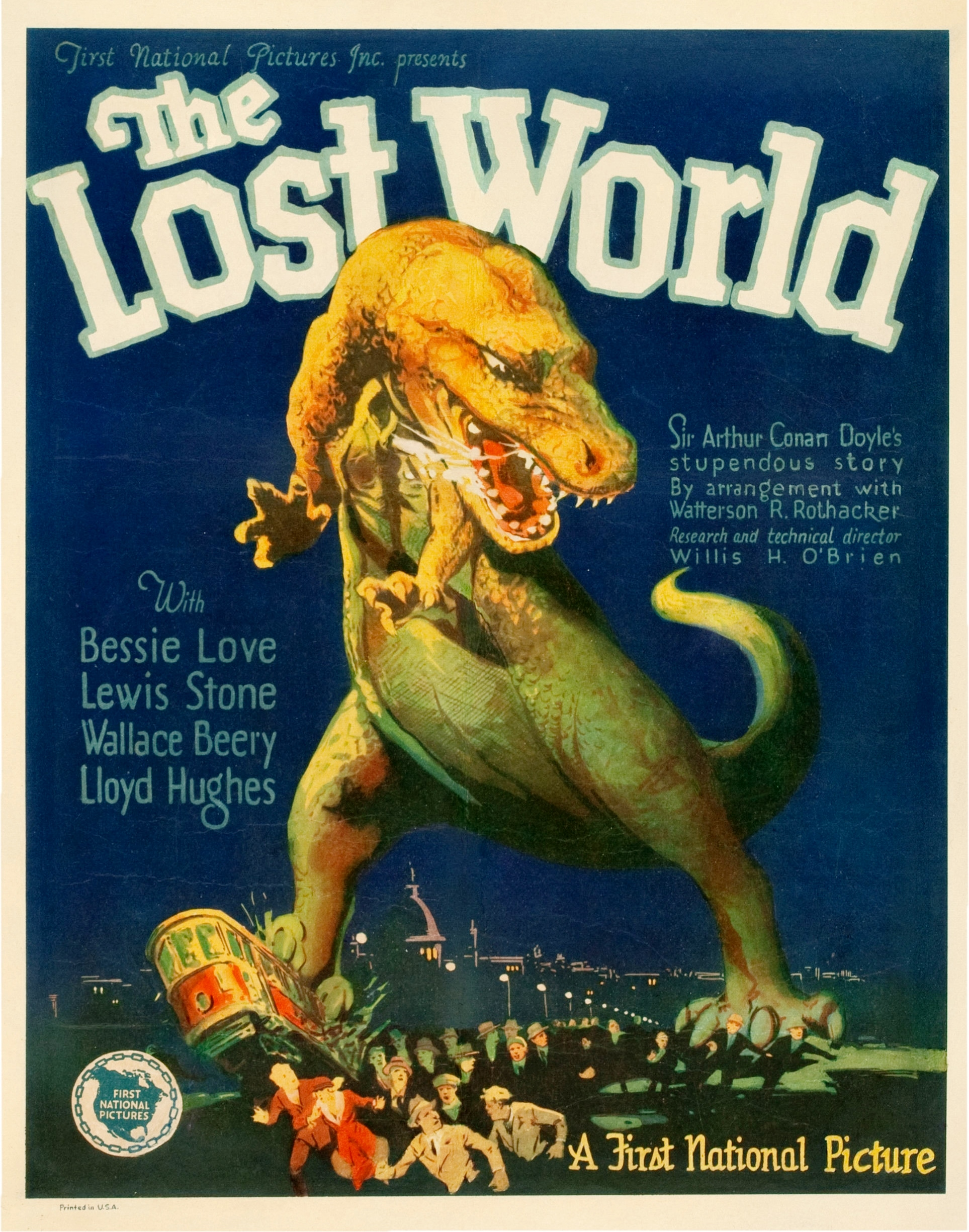
Filmposter The Lost World

- 8. Februar: Der Abenteuerfilm The Lost World von Harry O. Hoyt hat in den USA seine Uraufführung. Der Stummfilm basiert auf dem Science-Fiction-Abenteuerroman Die vergessene Welt von Arthur Conan Doyle, der auch in der Anfangsszene des Films mit einer Eingangsrede zu sehen ist. Für die damals bahnbrechenden Tricksequenzen zeigt sich Willis O’Brien verantwortlich.
- 15. Februar: Mit The Salvation Hunters kommt das Regiedebüt von Josef von Sternberg in die Kinos. In den Hauptrollen sind Georgia Hale und George K. Arthur zu sehen. Das Stummfilmdrama  wird wegen seiner unabhängigen Produktion unter niedrigem Budget auch immer wieder als „erster amerikanischer Independent-Film“ bezeichnet.
- 11. März: Die Stummfilmkomödie Seven Chances (Sieben Chancen) von Buster Keaton kommt in die amerikanischen Kinos. Im Gegensatz zu Keaton zeigt sich die Kritik einhellig begeistert von dem Film, der auch zu einem finanziellen Erfolg wird.

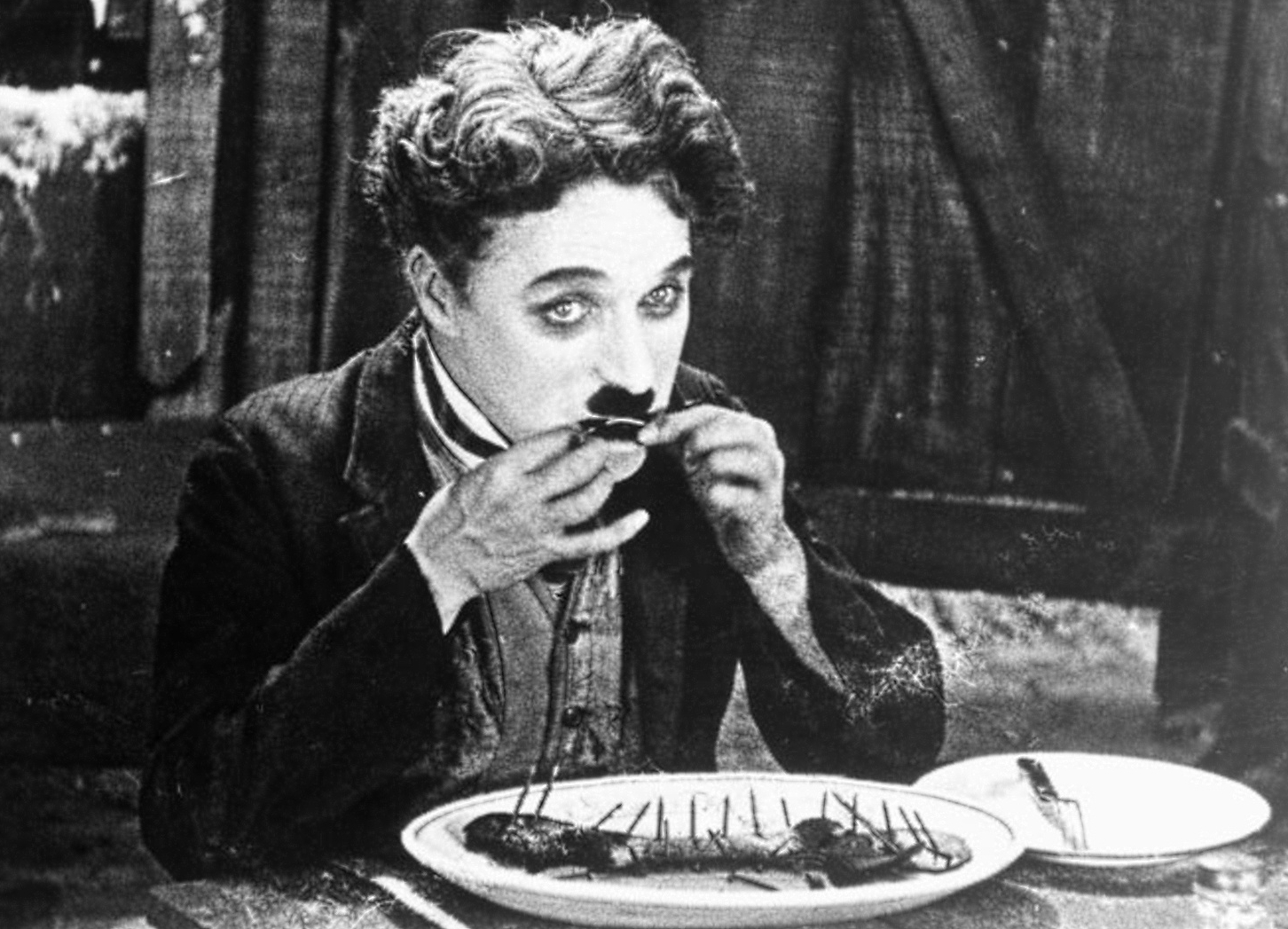
Szene aus Goldrausch: Chaplin isst seinen Schuh auf

- 26. Juni: Die Stummfilmkomödie The Gold Rush von und mit Charlie Chaplin hat ihre Uraufführung. Chaplin selbst hält das Werk für seinen besten Film. Mit dem Verspeisen des Schuhs und dem „Brötchentanz“ enthält der Film zwei berühmte Szenen. In weiteren Hauptrollen sind Georgia Hale und Mack Swain zu sehen.

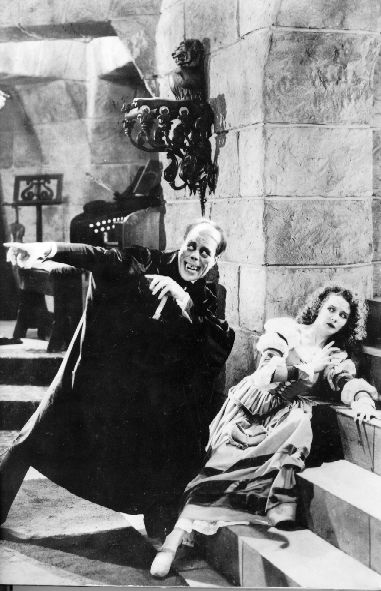
Das Phantom Erik und Christine

- 6. September: The Phantom of the Opera von Rupert Julian, basierend auf dem nur vierzehn Jahre früher erschienenen Roman Le Fantôme de l’Opéra des französischen Schriftstellers Gaston Leroux hat seine Uraufführung. Die Titelrolle spielt „der Mann der 1.000 Gesichter“ Lon Chaney, Mary Philbin spielt die Christine Daaé.
- 5. November: Der Antikriegsfilm The Big Parade von King Vidor gilt als der erste realistische Kriegsfilm, der den Tod im Krieg nicht heroisiert, sondern verurteilt.
- 23. November: Der Film Go West von Buster Keaton wird in den USA uraufgeführt.
- 16. Dezember: Wolf Blood: A Tale of the Forest gilt als der älteste erhaltene Werwolffilm.
- 20. Dezember: Ben Hur: A Tale of the Christ, eine Verfilmung des gleichnamigen Romans von Lewis Wallace durch Fred Niblo, ist bei seiner Entstehung der bis dahin teuerste Film. Ramón Novarro spielt die Titelrolle.

### Sowjetunion
- 28. April: Der Stummfilm Streik ist der erste längere Spielfilm des sowjetischen Regisseurs Sergej Eisenstein. Er setzt darin sein zuvor theoretisch dargestelltes Konzept der Attraktionsmontage um.

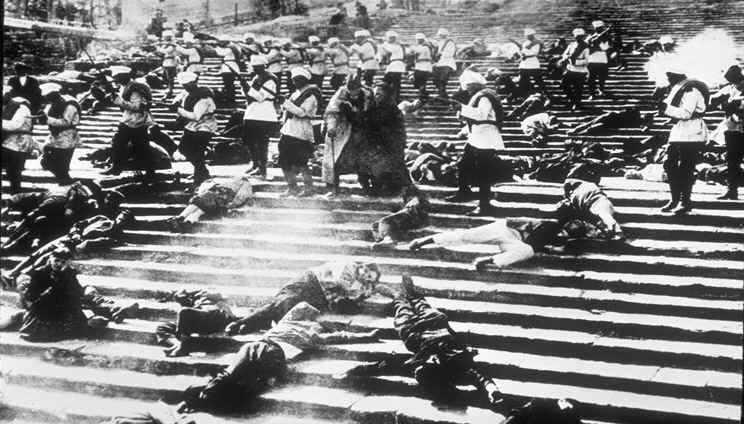
Filmszene mit Kosaken auf dem Marsch die Treppe herunter

- 21. Dezember: Der propagandistische sowjetische Stummfilm Panzerkreuzer Potemkin von Sergej Eisenstein mit der Musik von Edmund Meisel wird aus Anlass des 20-jährigen Jubiläums der Revolution von 1905 und der Meuterei auf der Knjas Potjomkin Tawritscheski im Moskauer Bolschoi-Theater uraufgeführt. In mehreren Abstimmungen wird dieser Film in den Folgejahrzehnten zum besten Film aller Zeiten gewählt. Die bekannteste Szene des Films macht die sogenannte Potemkinsche Treppe weltberühmt.

### Erfolgreichste Filme
Die zehn erfolgreichsten Filme an den US-amerikanischen Kinokassen nach Einspielergebnis.
| Platz | Filmtitel                         | Einspielergebnis in US-Dollar |             |
| ----- | --------------------------------- | ----------------------------- | ----------- |
| 1.    | The Big Parade                    | 4.990.000                     | [ 1 ]       |
| 2.    | Ben-Hur: A Tale of the Christ     | 4.359.000                     | [ 1 ]       |
| 3.    | The Freshman                      | 2.600.000                     | [ 2 ]       |
| 4.    | The Gold Rush                     | 2.500.000                     | [ 2 ]       |
| 5.    | The Phantom of the Opera          | 1.550.000                     | [ 3 ]       |
| 6.    | Don Q, Son of Zorro Stella Dallas | 1.500.000                     | [ 4 ] [ 2 ] |
| 8.    | The Lost World                    | 1.300.000                     | [ 2 ]       |
| 9.    | East Lynne                        | 1.100.000                     | [ 2 ]       |
| 10.   | The Merry Widow                   | 1.081.000                     | [ 1 ]       |

### Filmpreise und Auszeichnungen
- Photoplay Award: Die große Parade von King Vidor

## Geboren

### Januar/Februar
- 01. Januar: Zena Marshall, US-amerikanische Schauspielerin († 2009)
- 02. Januar: Giacomo Furia, italienischer Schauspieler und Drehbuchautor († 2015)
- 09. Januar: Lee Van Cleef, US-amerikanischer Schauspieler († 1989)
- 09. Januar: Ina Stein, deutsche Kostümbildnerin
- 10. Januar: Claude Carliez, französischer Stuntman und Schauspieler († 2015)
- 12. Januar: Katherine MacGregor, US-amerikanische Schauspielerin († 2018)
- 13. Januar: Klaus Herm, deutscher Schauspieler († 2014)
- 14. Januar: Mishima Yukio, japanischer Schauspieler, Drehbuchautor und Regisseur († 1970)
- 15. Januar: Lisbeth Frandsen, dänische Schauspielerin und Hörfunkmoderatorin († 1998)
- 18. Januar: Lillian Molieri Bermúdez, nicaraguanische Schauspielerin († 1980)
- 19. Januar: Rudolf Wessely, österreichischer Schauspieler († 2016)
- 26. Januar: Joan Leslie, US-amerikanische Schauspielerin († 2015)

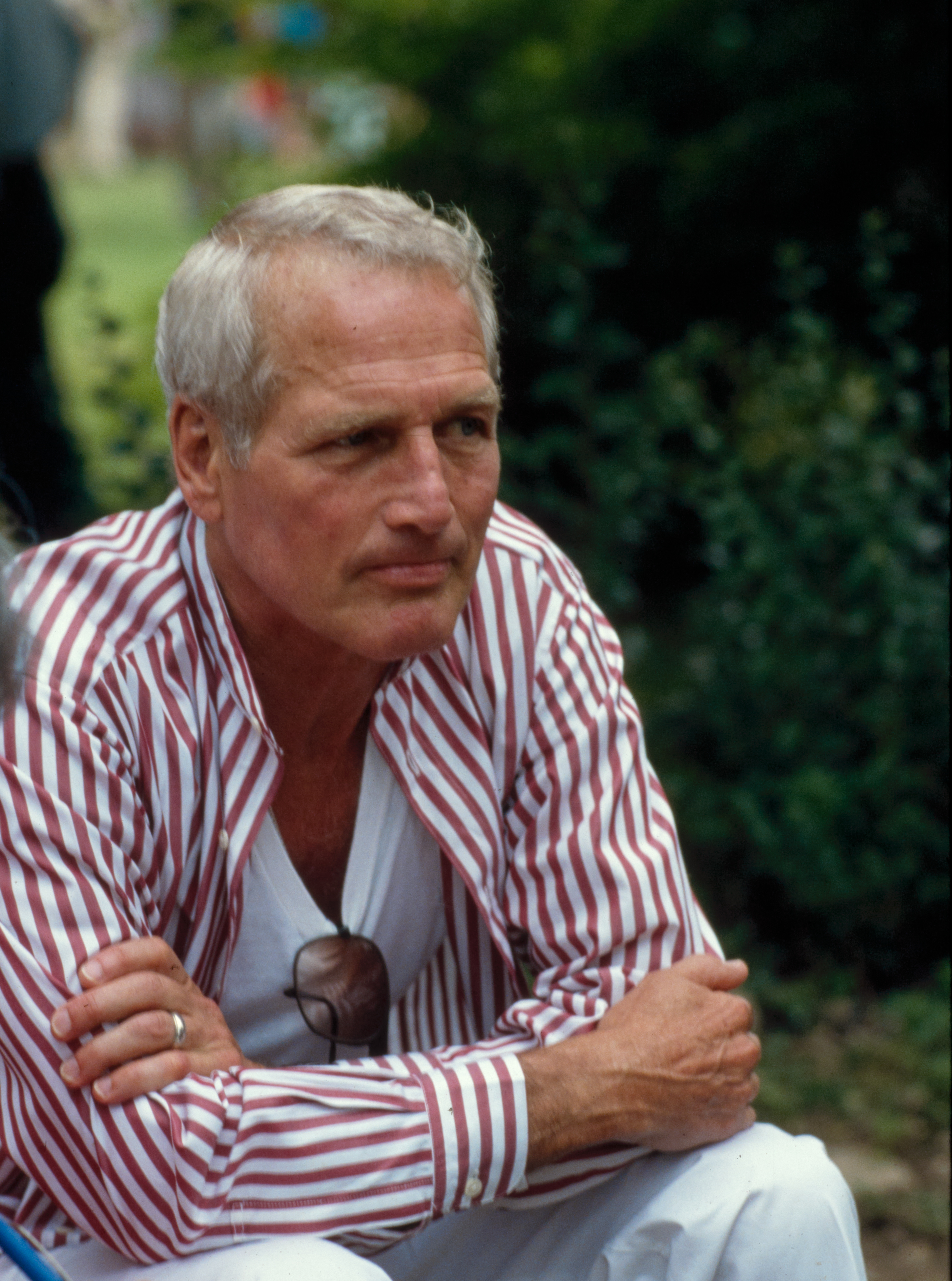
Paul Newman (* 26. Januar)

- 26. Januar: Paul Newman, US-amerikanischer Schauspieler († 2008)

- 02. Februar: Elaine Stritch, US-amerikanische Schauspielerin († 2014)
- 03. Februar: Ștefan Mihăilescu-Brăila, rumänischer Schauspieler († 1996)

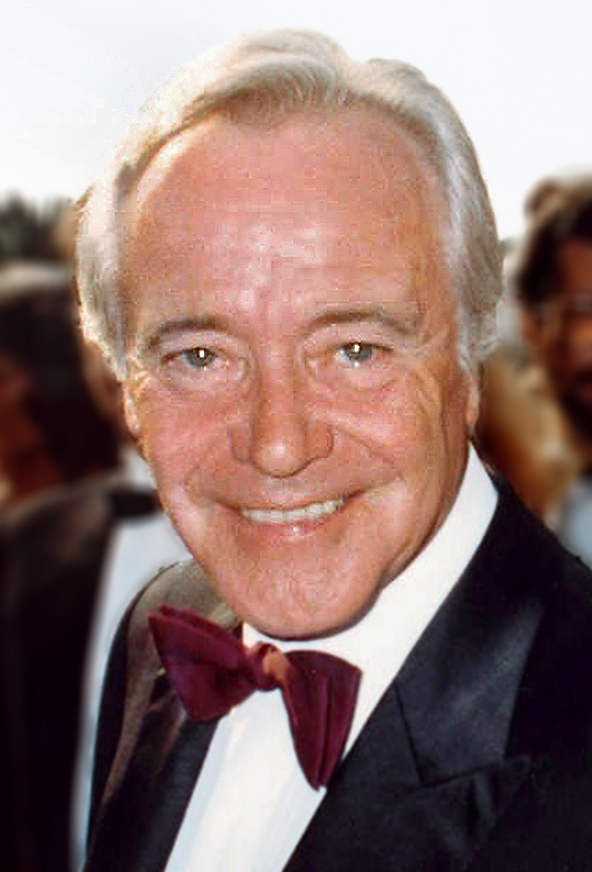
Jack Lemmon (* 8. Februar)

- 08. Februar: Jack Lemmon, US-amerikanischer Schauspieler († 2001)
- 10. Februar: Pierre Mondy, französischer Schauspieler und Regisseur († 2012)
- 11. Februar: Horst Bollmann, deutscher Schauspieler († 2014)
- 11. Februar: Amparo Rivelles, spanische Schauspielerin († 2013)
- 11. Februar: Kim Stanley, US-amerikanische Schauspielerin († 2001)
- 14. Februar: José Canalejas, spanischer Schauspieler († 2015)
- 15. Februar: Erik Schumann, deutscher Schauspieler († 2007)
- 15. Februar: Harald Vock, deutscher Regisseur, Drehbuchautor, Produzent († 1998)
- 17. Februar: Hal Holbrook, US-amerikanischer Schauspieler († 2021)
- 18. Februar: George Kennedy, US-amerikanischer Schauspieler († 2016)
- 20. Februar: Robert Altman, US-amerikanischer Regisseur († 2006)
- 20. Februar: Gianfranco Parolini, italienischer Regisseur († 2018)
- 21. Februar: Sam Peckinpah, US-amerikanischer Regisseur († 1984)

### März / April
- 11. März: Joachim Cadenbach, deutscher Schauspieler, Autor, Regisseur, Moderator und Synchronsprecher († 1992)
- 11. März: Roger Gimbel, US-amerikanischer Fernsehproduzent († 2011)
- 12. März: Georges Delerue, französischer Komponist († 1992)
- 16. März: Alessandro Alessandroni, italienischer Komponist († 2017)
- 16. März: Cornell Borchers, deutsche Schauspielerin († 2014)
- 17. März: Gabriele Ferzetti, italienischer Schauspieler († 2015)
- 17. März: Enrico Medioli, italienischer Drehbuchautor († 2017)
- 21. März: Peter Brook, britischer Regisseur († 2022)
- 23. März: David Watkin, britischer Kameramann († 2008)
- 26. März: Barry Letts, britischer Schauspieler, Produzent, Regisseur und Drehbuchautor († 2009)
- 28. März: Alberto Grimaldi, italienischer Produzent († 2021)

- 01. April: Wojciech Has, polnischer Regisseur († 2000)
- 02. April: Hans Rosenthal, deutscher Entertainer, Moderator und Regisseur († 1987)
- 06. April: Tommy Kelly, US-amerikanischer Schauspieler († 2016)
- 11. April: Vera Kluth, deutsche Schauspielerin († 2017)

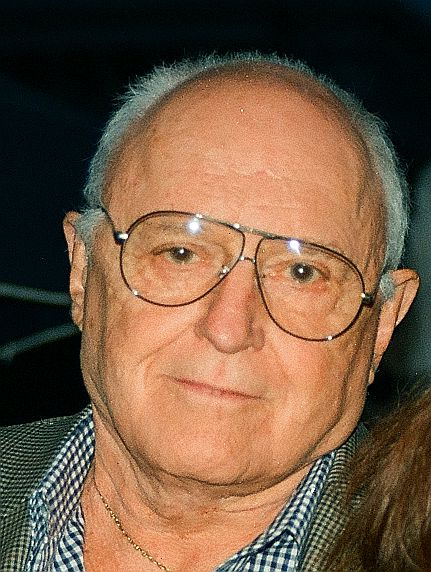
Rod Steiger (* 14. April)

- 14. April: Rod Steiger, US-amerikanischer Schauspieler († 2002)
- 14. April: Peter Zwetkoff, bulgarisch-deutscher Komponist († 2012)
- 17. April: Carlo Di Palma, italienischer Kameramann († 2004)
- 17. April: Annelie Thorndike, deutsche Regisseurin († 2012)
- 18. April: Bob Hastings, US-amerikanischer Schauspieler († 2014)
- 19. April: Hugh O’Brian, US-amerikanischer Schauspieler († 2016)
- 20. April: Elena Verdugo, US-amerikanische Schauspielerin († 2017)
- 22. April: George Cole, britischer Schauspieler († 2015)
- 27. April: Brigitte Auber, französische Schauspielerin
- 29. April: Colette Marchand, französische Tänzerin und Schauspielerin († 2015)
- 30. April: Corinne Calvet, französische Schauspielerin († 2001)

### Mai / Juni
- 02. Mai: Maria Barroso, portugiesische Schauspielerin († 2015)
- 02. Mai: John Neville, britisch-kanadischer Schauspieler († 2011)

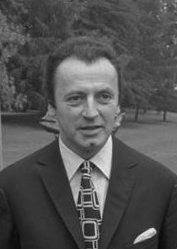
Eddi Arent (* 5. Mai)

- 05. Mai: Eddi Arent, deutscher Schauspieler († 2013)
- 12. Mai: Dietrich Haugk, deutscher Regisseur und Synchronsprecher († 2015)
- 12. Mai: Frank Pierson, US-amerikanischer Regisseur, Produzent und Drehbuchautor († 2012)
- 14. Mai: Tatjana Iwanow, deutsche Schauspielerin und Sängerin († 1979)
- 14. Mai: Oona O’Neill, US-amerikanische Schauspielerin, vierte Ehefrau von Charlie Chaplin († 1991)
- 25. Mai: Jeanne Crain, US-amerikanische Schauspielerin († 2003)
- 25. Mai: Claude Pinoteau, französischer Regisseur und Drehbuchautor († 2012)
- 26. Mai: Alec McCowen, britischer Schauspieler († 2017)
- 27. Mai: Gustl Weishappel, österreichisch-deutscher Schauspieler († 2008)
- 28. Mai: Heinz Reincke, deutscher Schauspieler († 2011)
- 28. Mai: Martha Vickers, US-amerikanische Schauspielerin († 1971)
- 31. Mai: Juan Bosch, spanischer Regisseur († 2015)

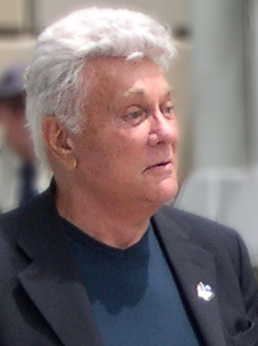
Tony Curtis (* 3. Juni)

- 03. Juni: Tony Curtis, US-amerikanischer Schauspieler († 2010)
- 04. Juni: Hubert Suschka, deutscher Schauspieler († 1986)
- 05. Juni: Boy Gobert, deutscher Schauspieler († 1986)
- 06. Juni: Benno Mieth, deutscher Schauspieler († 2011)
- 10. Juni: James Salter, US-amerikanischer Schriftsteller und Drehbuchautor († 2015)

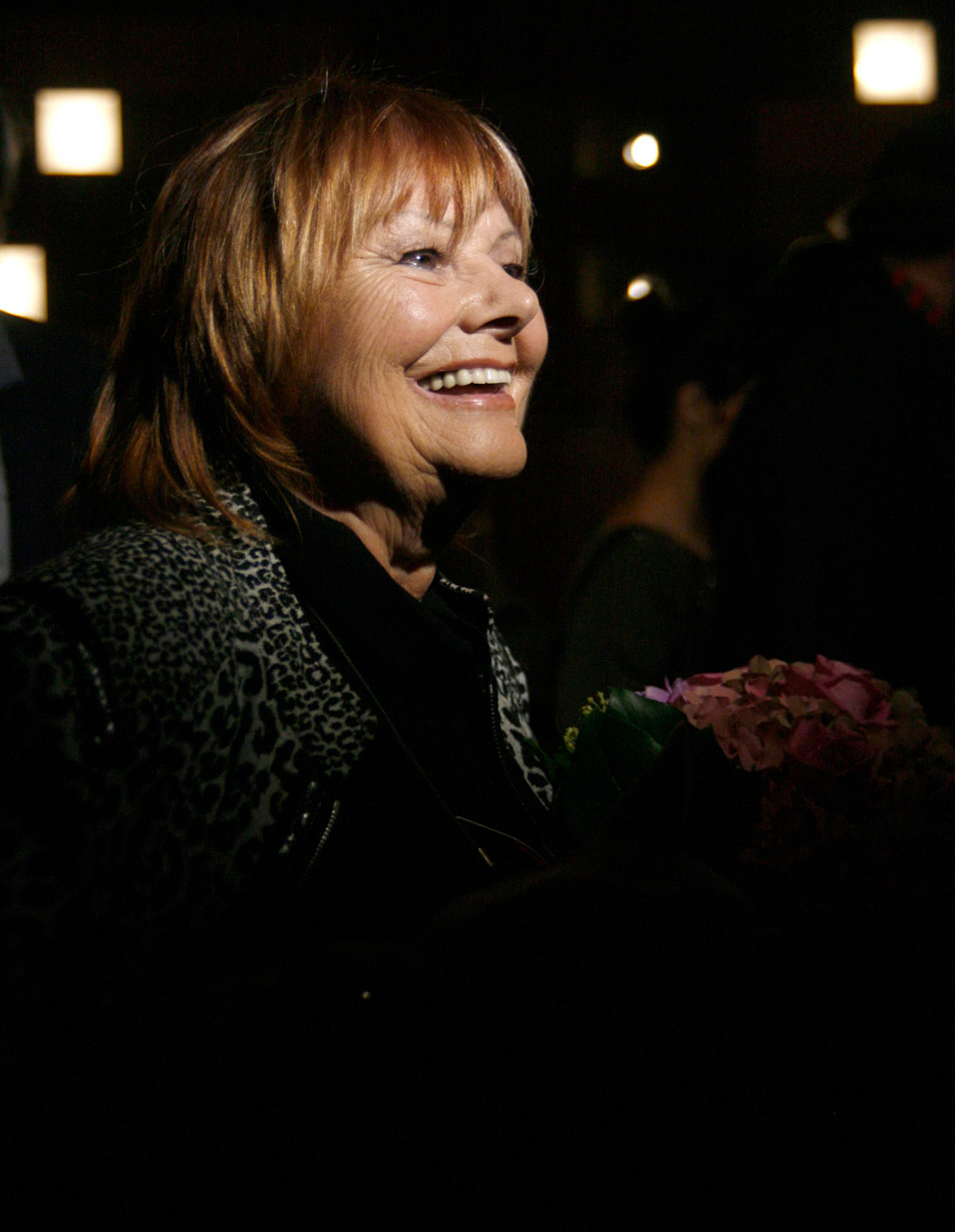
Elfriede Ott (* 11. Juni)

- 11. Juni: Elfriede Ott, österreichische Schauspielerin und Regisseurin († 2019)
- 15. Juni: Rolf Kralovitz, deutscher Schauspieler († 2015)
- 20. Juni: Audie Murphy, US-amerikanischer Schauspieler († 1971)
- 21. Juni: Maureen Stapleton, US-amerikanische Schauspielerin († 2006)
- 23. Juni: Miriam Karlin, britische Schauspielerin († 2011)
- 25. Juni: June Lockhart, US-amerikanische Schauspielerin
- 27. Juni: Gerlach Fiedler, deutscher Schauspieler († 2010)
- 29. Juni: Cara Williams, US-amerikanische Schauspielerin († 2021)

### Juli / August
- 01. Juli: Farley Granger, US-amerikanischer Schauspieler († 2011)
- 11. Juli: David Graham, britischer Schauspieler († 2024)
- 15. Juli: D. A. Pennebaker, US-amerikanischer Dokumentarfilmer († 2019)
- 15. Juli: Philip Carey, US-amerikanischer Schauspieler († 2009)
- 16. Juli: Rosita Quintana, argentinische Schauspielerin († 2021)
- 22. Juli: Joseph Sargent, US-amerikanischer Produzent und Regisseur († 2014)
- 23. Juli: Alain Decaux, französischer Drehbuchautor († 2016)

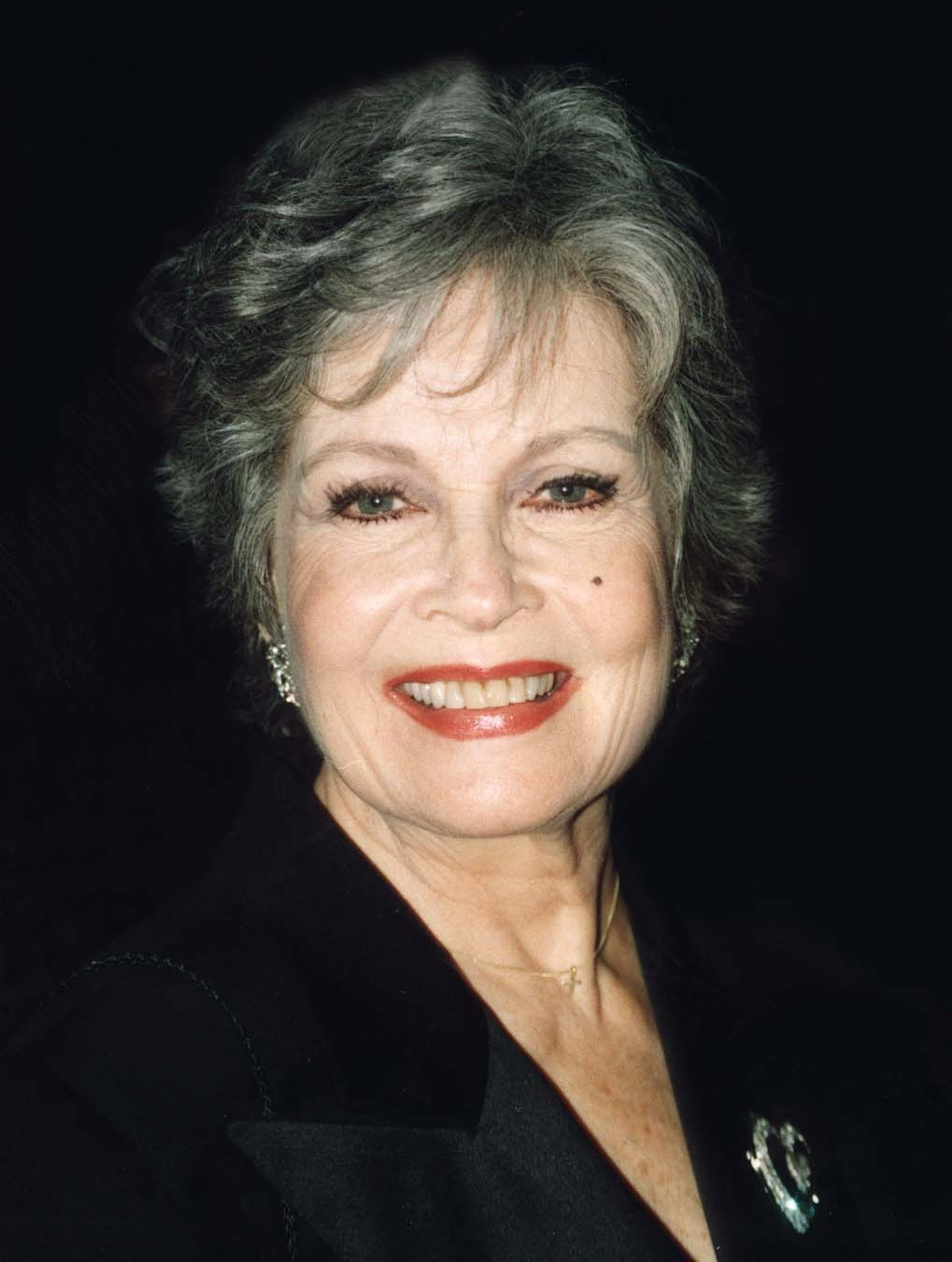
Gloria DeHaven (* 23. Juli)

- 23. Juli: Gloria DeHaven, US-amerikanische Schauspielerin († 2016)
- 26. Juli: John Foreman, US-amerikanischer Produzent († 1992)
- 26. Juli: Zdeněk Smetana, tschechischer Zeichner, Drehbuchautor und Regisseur († 2016)
- 27. Juli: Imo Moszkowicz, deutscher Schauspieler und Regisseur († 2011)
- 30. Juli: Jacques Sernas, französischer Schauspieler und Drehbuchautor († 2015)

- 10. August: Willy Purucker, deutscher Drehbuchautor († 2015)
- 11. August: Arlene Dahl, US-amerikanische Schauspielerin († 2021)
- 15. August: Mike Connors, US-amerikanischer Schauspieler († 2017)
- 17. August: Ellen Umlauf, österreichische Schauspielerin († 2000)
- 19. August: Ottokar Runze, deutscher Regisseur, Produzent, Schauspieler und Synchronsprecher († 2018)
- 22. August: Honor Blackman, britische Schauspielerin († 2020)
- 23. August: Robert Mulligan, US-amerikanischer Regisseur († 2008)
- 25. August: Maurice Binder, Gestalter des James-Bond-Vorspanns († 1991)
- 26. August: Pjotr Todorowski, russischer Regisseur und Drehbuchautor († 2013)
- 28. August: Donald O’Connor, US-amerikanischer Schauspieler († 2003)
- 30. August: Donald Symington, US-amerikanischer Schauspieler († 2013)
- 31. August: Maurice Pialat, französischer Regisseur und Drehbuchautor († 2003)

### September / Oktober
- 01. September: Gerry Turpin, britischer Kameramann († 1997)
- 03. September: Anne Jackson, US-amerikanische Schauspielerin und Produzentin († 2016)

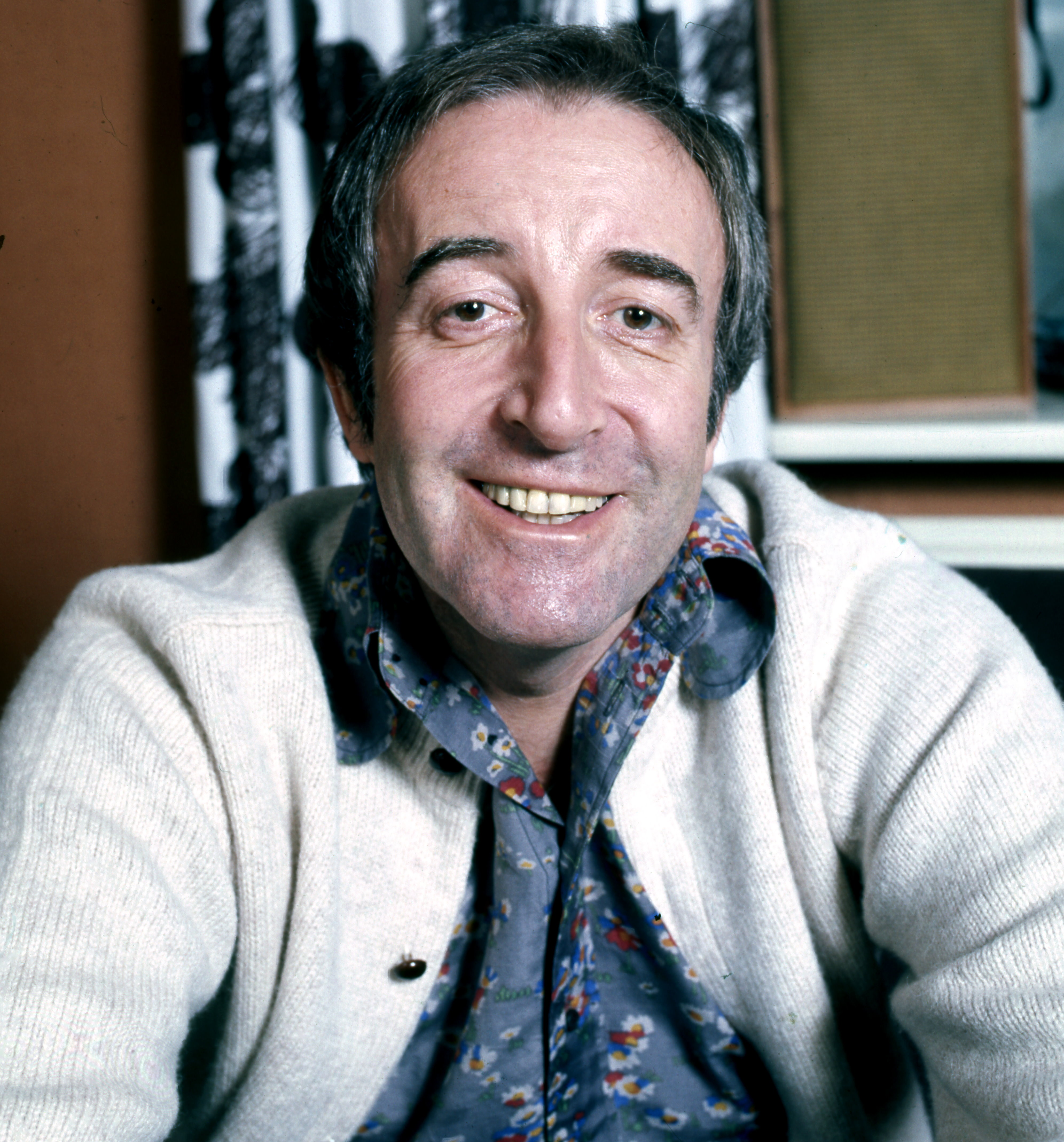
Peter Sellers (* 8. September)

- 08. September: Peter Sellers, britischer Schauspieler († 1980)
- 12. September: Dickie Moore, US-amerikanischer Schauspieler († 2015)
- 15. September: Helle Virkner, dänische Schauspielerin († 2009)
- 16. September: B. B. King, US-amerikanischer Musiker und Schauspieler († 2015)
- 16. September: Morgan Woodward, US-amerikanischer Schauspieler († 2019)
- 23. September: Françoise Bertin, französische Schauspielerin († 2014)
- 23. September: Jean-Charles Tacchella, französischer Regisseur († 2024)
- 25. September: Silvana Pampanini, italienische Schauspielerin († 2016)
- 29. September: Steve Forrest, US-amerikanischer Schauspieler († 2013)
- 30. September: Adolfas Mekas, litauischer Regisseur († 2011)

- 01. Oktober: Nino Baragli, italienischer Filmeditor († 2013)
- 04. Oktober: Marlen Chuzijew, sowjetischer Regisseur und Schauspieler († 2019)
- 07. Oktober: Fred Bertelmann, deutscher Schauspieler († 2014)
- 09. Oktober: Heinz Hölscher, deutscher Kameramann († 2021)
- 09. Oktober: Barbara König, deutsche Drehbuchautorin († 2011)
- 13. Oktober: Frank D. Gilroy, US-amerikanischer Drehbuchautor und Regisseur († 2015)
- 15. Oktober: Aurora Bautista, spanische Schauspielerin († 2012)
- 15. Oktober: Virginia Leith, US-amerikanische Schauspielerin († 2019)

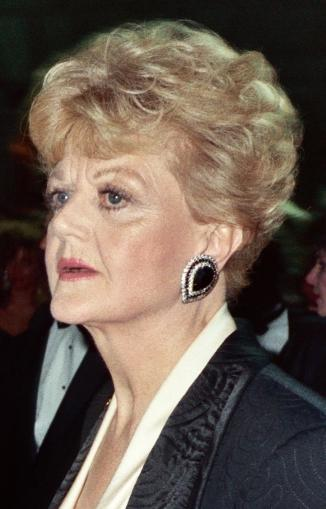
Angela Lansbury (* 16. Oktober)

- 16. Oktober: Angela Lansbury, britische Schauspielerin († 2022)
- 20. Oktober: Roger Hanin, französischer Schauspieler und Regisseur († 2015)
- 20. Oktober: Konrad Wolf, deutscher Regisseur († 1982)
- 28. Oktober: Leonard Starr, US-amerikanischer Comiczeichner und Drehbuchautor († 2015)
- 29. Oktober: Geraldine Brooks, US-amerikanische Schauspielerin († 1977)
- 29. Oktober: Robert Hardy, britischer Schauspieler († 2017)
- 30. Oktober: George Murcell, britischer Schauspieler († 1998)
- 31. Oktober: Lee Grant, US-amerikanische Schauspielerin

### November / Dezember
- 04. November: Doris Roberts, US-amerikanische Schauspielerin († 2016)
- 06. November: Michel Bouquet, französischer Schauspieler († 2022)
- 10. November: Richard Burton, britischer Schauspieler († 1984)
- 11. November: John Guillermin, britischer Regisseur und Drehbuchautor († 2015)
- 11. November: Jonathan Winters, US-amerikanischer Schauspieler († 2013)
- 16. November: Maria Axt, deutsche Schauspielerin († 1987)
- 17. November: Rock Hudson, US-amerikanischer Schauspieler († 1985)
- 17. November: Curt Lowens, deutscher Schauspieler († 2017)
- 17. November: Günter Naumann, deutscher Schauspieler († 2009)
- 17. November: Horst Naumann, deutscher Schauspieler, Synchron- und Hörspielsprecher († 2024)
- 25. November: Nonna Wiktorowna Mordjukowa, russische Schauspielerin († 2008)
- 25. November: María Asquerino, spanische Schauspielerin († 2013)
- 26. November: Annemarie Düringer, schweizerische Schauspielerin († 2014)
- 27. November: Claude Lanzmann, französischer Dokumentarfilmer († 2018)
- 27. November: Marshall Thompson, US-amerikanischer Schauspieler († 1992)
- 29. November: Naomi Stevens, US-amerikanische Schauspielerin († 2018)
- 30. November: Martin E. Brooks, US-amerikanischer Schauspieler († 2015)
- 30. November: Vojtěch Jasný, tschechischer Regisseur († 2019)
- 30. November: Joachim Teege, deutscher Schauspieler († 1969)

- 02. Dezember: Julie Harris, US-amerikanische Schauspielerin († 2013)
- 04. Dezember: Hannes Thanheiser, österreichischer Schauspieler († 2014)

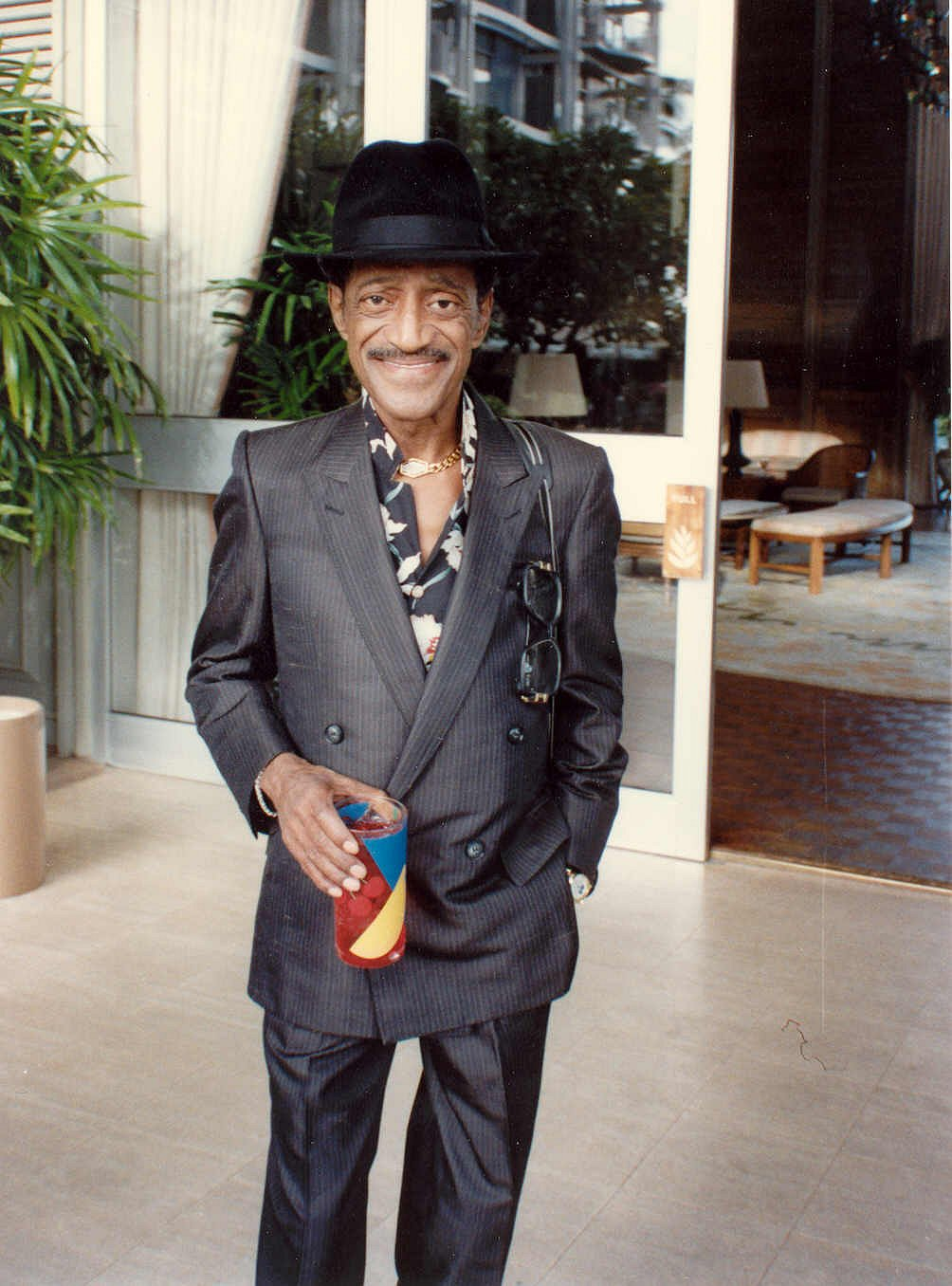
Sammy Davis Jr. (* 8. Dezember)

- 08. Dezember: Sammy Davis junior, US-amerikanischer Schauspieler († 1990)
- 12. Dezember: Anne V. Coates, britische Filmeditorin († 2018)

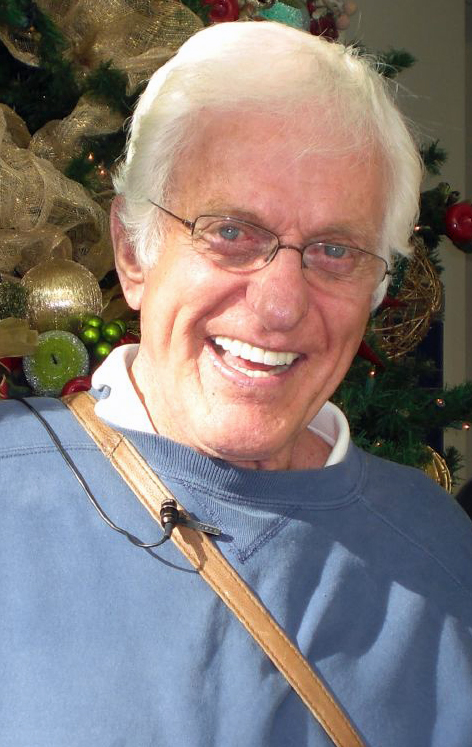
Dick Van Dyke (* 13. Dezember)

- 13. Dezember: Dick Van Dyke, US-amerikanischer Schauspieler
- 15. Dezember: Kasey Rogers, US-amerikanische Schauspielerin († 2006)
- 19. Dezember: Tankred Dorst, deutscher Drehbuchautor, Regisseur und Schauspieler († 2017)
- 20. Dezember: Nicole Maurey, französische Schauspielerin († 2016)
- 21. Dezember: Olga Arossewa, russische Schauspielerin († 2013)
- 21. Dezember: Phyllis Love, US-amerikanische Schauspielerin († 2011)
- 22. Dezember: Károly Makk, ungarischer Regisseur († 2017)
- 27. Dezember: Michel Piccoli, französischer Schauspieler († 2020)

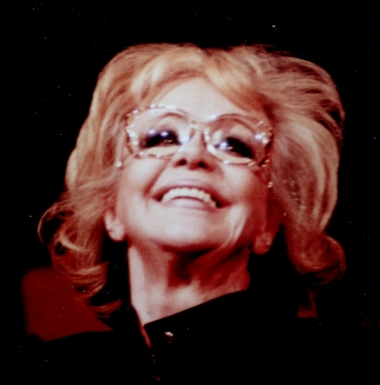
Hildegard Knef (* 28. Dezember)

- 28. Dezember: Hildegard Knef, deutsche Schauspielerin († 2002)

### Genaues Geburtsdatum unbekannt
- Janice Knickrehm, US-amerikanische Schauspielerin († 2013)

## Gestorben
- 26. Februar: Louis Feuillade, französischer Regisseur (* 1873)
- 19. Mai: Viking Eggeling, schwedischer Experimentalfilmer (* 1880)
- 31. Oktober: Max Linder, französischer Schauspieler (* 1883)